# نقیر، حماة
نقیر (به عربی: نقیر) یک روستا در سوریه است که در ناحیه وادی العیون واقع شده‌است. نقیر ۳۸۹ نفر جمعیت دارد.